# Affaire Roman Polanski
L'affaire Polanski est une affaire judiciaire impliquant le réalisateur franco-polonais Roman Polanski, arrêté et inculpé à Los Angeles en mars 1977 dans une affaire d'abus sexuel sur mineur contre Samantha Gailey, une jeune fille alors âgée de treize ans. La justice retient six chefs d'accusation contre lui : viol sur mineur, sodomie, fourniture d'une substance prohibée à une mineure, actes licencieux et débauche, relations sexuelles illicites et perversion. En échange de l'abandon des autres charges, Roman Polanski plaide coupable pour rapports sexuels illégaux avec une mineure. Il est condamné à une peine de quatre-vingt-dix jours de prison puis est libéré pour conduite exemplaire après en avoir effectué quarante-deux. L'évaluation psychiatrique est favorable mais le juge, sensible aux critiques de la presse et du public[non neutre], revient sur sa décision — décision contestée aussi bien par la défense que par l'accusation — et souhaite à nouveau condamner Polanski. Ce dernier fuit les États-Unis et s'installe en France, pays refusant l'extradition de ses citoyens et dont il possède la nationalité.
Selon le procureur de la poursuite (« District Attorney ») qui était chargé de l'affaire, Me Roger Gunson, la peine qu’a purgée Roman Polanski correspond au jugement qui a été rendu. Sa victime, Samantha Gailey, lui a publiquement pardonné et a demandé à plusieurs reprises l'arrêt des poursuites. La justice américaine a cependant toujours refusé de clore l'affaire si le réalisateur ne revenait pas sur le sol américain.
En 2009, Roman Polanski est arrêté à Zurich, dans le cadre d'un traité d’entraide judiciaire pénale entre la Suisse et les États-Unis, et incarcéré pendant deux mois avant d'être assigné à résidence à Gstaad. En 2010, la Suisse refuse l'extradition du réalisateur. En 2015, la Pologne refuse à son tour une demande d'extradition des États-Unis.
Le réalisateur est, en raison des poursuites engagées par la justice américaine contre lui depuis 1977, toujours considéré par Interpol comme fugitif, et ne peut, de fait, circuler librement que dans trois pays : la France, la Pologne et la Suisse.

## L'affaire

### Faits
Au début de l'année 1977, Roman Polanski, alors âgé de quarante-quatre ans, est engagé par l'édition française du magazine Vogue pour réaliser un reportage photographique sur les jeunes filles européennes et américaines,.
Par l'intermédiaire d'un ami commun, il rencontre Jane Gailey, une aspirante actrice, et sa fille Samantha, une adolescente de treize ans, à qui il propose d'être l'un de ses modèles,.
Cette dernière donne son accord, avec l'approbation de sa mère, voyant dans ce projet l'opportunité de réaliser son rêve de devenir une « vedette de cinéma ». Selon Gailey (qui a pris après son mariage le nom de son mari, Geimer), Polanski lui avait promis qu'il pourrait faire de son rêve d'adolescente de devenir mannequin et actrice une réalité.
Une première séance photo a lieu le 20 février 1977 près du domicile de l'adolescente à Woodland Hills, sur les hauteurs de Los Angeles. Au cours de cette séance, Polanski photographie Samantha Gailey seins nus, ce qu’elle ne raconte pas à sa mère sans pouvoir expliquer pourquoi. Satisfait par les clichés, Polanski propose une deuxième séance, ce que Gailey, qui voit en lui son « passeport pour la célébrité », et sa mère acceptent. Le 10 mars 1977, le réalisateur la conduit jusqu'au domicile de Jack Nicholson afin de prendre de nouvelles photos.
La propriété de Nicholson, absent ce jour-là, leur est ouverte par Helena Kallianiotes, actrice et voisine de l'acteur,.
À l'intérieur, Gailey réclame un rafraîchissement. Polanski propose alors du champagne, ce à quoi Gailey répond que ça lui est « égal », et sert trois verres, un pour Kallianiotes, un autre pour l'adolescente et un dernier pour lui.
Après le départ de Kallianiotes, la séance photo se déroule dans la cuisine puis à l'extérieur de la maison, sur le patio, près de la piscine et dans un jacuzzi.
Selon son témoignage, il continue à faire boire du champagne à l’adolescente tout au long de la séance. Lorsque, d'après elle, Polanski lui propose de partager avec lui une pilule de Quaalude, un hypnotique très utilisé à l'époque comme drogue récréative, elle refuse une première fois, puis accepte sur son insistance parce qu'elle voit qu'il « veut qu'elle en prenne ». Lors de son audition, elle déclare : « Je pense que j'étais ivre, sinon je ne l'aurais pas fait ».
Avant de photographier Gailey dans le jacuzzi, Polanski lui demande d'appeler sa mère, la séance durant plus longtemps que prévu, afin de savoir s'il pouvait la ramener chez elle un peu plus tard,. Jane Gailey accepte. Gailey se déshabille de sa propre initiative, à l'exception de ses sous-vêtements, qu'elle accepte finalement de retirer à la demande de Polanski, avant de rentrer dans le jacuzzi.
Le réalisateur prend plusieurs photos de l'adolescente avant de se déshabiller à son tour pour entrer dans l'eau. Le modèle prétend alors avoir de l'asthme afin de sortir du jacuzzi. Polanski lui propose ensuite d'aller dans la piscine,. Elle hésite puis accepte, traverse la piscine à la nage, avant d'en sortir et de rejoindre la salle de bain afin de se sécher.
D'après son témoignage, elle suit Polanski jusqu'à une chambre où il lui demande de s'allonger sur un divan. L'adolescente demande alors à rentrer chez elle. Le réalisateur lui répond qu'il la raccompagnera un peu plus tard. Le réalisateur commence alors à l'embrasser. L'adolescente atteste lui avoir dit « Non » à plusieurs reprises et tenté de le repousser sans succès. Elle a 13 ans, lui est un adulte de 44, elle a peur. Polanski lui ayant fait prendre un narcotique illégal ainsi que l'alcool, elle se sent « étourdie ». Cette jeune fille, malgré ses 13 ans, malgré l'autorité qu'il a sur elle et bien qu'il l'ait droguée délibérément, a réussi à dire non plusieurs fois et à essayer de le repousser,. Il ignore complètement ses refus.
Le réalisateur pratique ensuite sur l'adolescente un cunnilingus avant de la contraindre à un rapport vaginal puis anal,. Gailey n'a pas d'autre possibilité que de « le laisser faire » et déclare, lors de son audition, pouvoir « à peine me souvenir de ce qui est arrivé » en raison des effets de l'alcool et de la drogue — « J’étais en quelque sorte étourdie, vous savez, comme quand les choses sont parfois dans une sorte de brouillard »,. Dans son autobiographie, elle écrit : « Il me demande si j’éprouve du plaisir, c’est le cas. Et ça, c’est déjà assez horrible en soi. Mon esprit se débat mais mon corps me trahit » et ajoute : « Je rends les armes, je m'envole loin, très loin. Si affreux que ce soit, ce n'est que du sexe. Il ne veut pas me faire du mal. Il veut seulement me baiser. Et ce sera tout. Je ne suis pas vraiment une personne à ses yeux, pas plus qu'il n'est réel pour moi. Nous jouons chacun un rôle. »

Dans un témoignage ultérieur, Samantha Gailey déclare qu'au moment où le crime était commis, l'actrice Anjelica Huston, compagne de Nicholson, est rentrée dans la maison. Selon Gailey, Huston est devenue méfiante à propos de ce qui se passait derrière la porte fermée et avait commencé à frapper dessus, avant de repartir après que Polanski lui ait dit qu'ils venaient de sortir du jacuzzi et qu'ils allaient bientôt sortir. L'interruption de Huston provoque à Gailey un « sentiment de soulagement ». Néanmoins, Polanski la contraint à poursuivre un rapport anal : 

« Il pose ses mains sur mon épaule et me rallonge sur le canapé. Quoi, ce n'est pas terminé ? Je ne sais plus quoi penser. Maintenant qu'il y a quelqu'un dans la maison, vais-je résister et essayer de me réfugier auprès de la femme qui a frappé à la porte ? Hélas je suis shootée, je ne pense qu'à en finir et m'en aller. Roman n'est pas brutal et je n'ai même plus peur. Je ne me soucie plus de ce qu'il fait car je ferme les yeux. Je veux seulement rentrer chez moi,. »

Alors que Polanski s'apprête à raccompagner Gailey chez elle, ils croisent Anjelica Huston. Selon cette dernière, l'adolescente, avec qui elle parle brièvement, n'a l'air ni « apeurée », ni « bouleversée ». Cependant, Gailey témoigne : « J'étais heureuse de savoir que j'allais bientôt rentrer chez moi. J'étais épuisée, accablée et, même si je n'en avais pas conscience, assez shootée. Je me mis à pleurer, à la fois de soulagement de colère. J'étais consciente qu'il s'était passé quelque chose de grave, que je m'étais comporté comme une idiote, mais j'allais m'en remettre, pensais-je,. »
Une fois rentrée chez elle, Gailey se confie sur ce qui vient de lui arriver à son petit ami. Sa sœur surprend la conversation et prévient leur mère immédiatement.
Susan Gailey, furieuse, appelle la police et dépose plainte le soir même contre Polanski. L’adolescente est alors interrogée et amenée à l'hôpital pour être examinée,.

### Condamnation, prison et fuite
Le lendemain, le 11 mars 1977, Roman Polanski est arrêté. Informé qu'une accusation de viol pèse contre lui, le cinéaste est pourtant incapable d'établir « un lien quelconque entre le viol et ce qui s'était passé la veille ».
Contre une caution de deux mille cinq cents dollars versée par son avocat, Polanski est libéré et poursuit son travail sur l'adaptation d'un roman de Lawrence Sanders intitulé The First Deadly Sin, produit par Columbia Pictures,.
Toujours le 11 mars, Samantha Gailey témoigne devant le grand jury du comté de Los Angeles. Polanski est inculpé pour six motifs : avoir fourni une substance prohibée à une mineure, s'être livré à des actes licencieux et de débauche, s'être rendu coupable de relations sexuelles illicites, de perversion, de sodomie (selon la terminologie législative américaine) et de viol,,. Il s'installe ensuite au Château Marmont afin d'échapper aux paparazzis. La Columbia Pictures l'informe alors qu'ils abandonnent le projet The First Deadly Sin (l'adaptation sera finalement tournée en 1980 sous le titre De plein fouet avec une nouvelle équipe de production).
Le 15 avril 1977, Polanski se voit signifier officiellement les six chefs d'inculpation par le juge chargé de l'affaire, Laurence J. Rittenband. Il plaide non coupable et voit sa libération sous caution reconduite. Le juge Rittenband accède à sa demande de quitter provisoirement les États-Unis afin de se rendre à Londres puis à Paris, où il pense « être moins livré aux journalistes ».
Polanski regagne ensuite Los Angeles où il est informé que la famille Gailey souhaite qu'elle ne comparaisse pas en public,. Un accord entre l'avocat de Polanski, Me Douglas Dalton, celui de la famille Gailey, Me Lawrence Silver, le procureur chargé de l'accusation, Roger Gunson, et le juge Rittenband est engagé en faveur d'une négociation pour l'abandon des accusations les plus graves et une condamnation sans procès,. Au même moment, Polanski se voit proposer un contrat d'un million de dollars par le producteur Dino De Laurentiis pour la réalisation d'un remake du film The Hurricane de John Ford,.
Le 8 août 1977, Polanski plaide coupable pour rapports sexuels illégaux avec un mineur, les autres charges étant abandonnées à la suite de la négociation entre les différentes parties pour éviter un procès public.
Selon deux experts psychiatriques commissionnés par la cour, les docteurs Alvin E. Davis et Ronald Markman, Polanski « ne présente pas un profil de délinquant sexuel mentalement dérangé », précisent qu'il est d'une « intelligence supérieure, a un bon jugement et de fortes valeurs morales et éthiques », estiment que « les circonstances étaient provocatrices, qu'il y avait une certaine permissivité de la part de la mère » et ajoutent que « la victime n'était pas seulement physiquement mature, mais désireuse ».
Le 19 septembre 1977, le juge Rittenband condamne Polanski à une peine de quatre-vingt-dix jours de prison pendant laquelle il doit subir une « évaluation diagnostique »,. À sa sortie, Rittenband prévoit de classer l'affaire avec une mise à l'épreuve,. Entre-temps, le juge accorde à Polanski un sursis afin qu'il puisse terminer la préparation du film Hurricane. Polanski se rend à Munich, en Allemagne, puis à Bora-Bora, où il effectue des repérages.
Il retourne ensuite aux États-Unis où, le 19 décembre 1977, il est incarcéré dans la prison californienne de Chino. Après avoir passé quarante-deux jours en prison, Polanski est libéré pour conduite exemplaire le 29 janvier 1978. Le lendemain, le juge Rittenband convoque l'avocat du réalisateur Me Douglas Dalton et le procureur Roger Gunson et les informe qu'il souhaite condamner le réalisateur à une nouvelle peine.
Sensible aux critiques du public et soucieux de soigner son image dans la presse[non neutre], le juge prévoit une condamnation à « durée indéterminée » mais déclare à Dalton et Gunson que le réalisateur sera libéré après quarante-huit jours s'il accepte de quitter définitivement les États-Unis,.

Dalton informe alors Polanski de la situation. L'avocat ne peut cependant pas lui assurer qu'il sera bien libre après les quarante-huit jours, un emprisonnement d'une durée indéterminée permettant au juge de prolonger la peine jusqu'à cinquante ans s'il le désire. Dans son autobiographie, Polanski écrit : 

« Puisque le juge semblait bien décidé à m'empêcher de vivre et de retravailler aux États-Unis, et puisqu'il était manifeste que j'avais passé quarante-deux jours à Chino pour rien, une question évidente se posait désormais : qu'avais-je à gagner en restant ? Et la réponse semblait bien être : rien du tout. »

Le 31 janvier 1978, sans en informer son avocat, Polanski se rend à l'aéroport de Los Angeles et prend un avion pour Londres puis pour Paris,,.
Le 3 février 1978, les autorités américaines ouvrent un dossier d’extradition à l’encontre du cinéaste. La France, comme d'autres États, refuse généralement l'extradition de ses citoyens et annonce que Polanski ne sera pas renvoyé aux États-Unis. L'accusation, le procureur et la défense dénoncent alors le comportement du juge, qui est déchargé du dossier en février 1978 pour « irrégularités ». L'affaire est confiée au juge Paul Breckinridge qui refuse de juger Polanski par « contumace »,.

### Suites de l'affaire, procès au pénal et un documentaire
La justice américaine va alors tenter de mettre la main sur Polanski lors de ses déplacements à l'étranger. Des demandes d'extraditions sont adressées aux pays avec lesquels les États-Unis ont signé une convention d'extradition : en mai 1978 au Royaume-Uni, en décembre 1986 au Canada, en 1988 en Allemagne, au Brésil, au Danemark et en Suède, en octobre 2005 en Thaïlande et en 2007 en Israël. Cependant, toutes ces tentatives restent vaines,.
En 1993, Polanski s'engage à verser une indemnité de cinq cent mille dollars à Samantha Gailey, devenue épouse Geimer, à la suite d'un procès civil. Selon The New Yorker, le réalisateur ne tient pas cet engagement dans le délai convenu et la somme qu'il a finalement versée demeure inconnue. Selon le quotidien Le Monde, Polanski verse 225 000 dollars et lui envoie une lettre d'excuses, « ce qui met un terme au procès civil ». En 1997, Samantha Geimer déclare publiquement lui avoir pardonné.
La même année, l'avocat de Polanski, Me Douglas Dalton, et le procureur chargé de l'accusation, Roger Gunson, tentent de résoudre le procès pénal et apportent le dossier au juge Larry P. Fidler. Ce dernier déclare que si Polanski accepte de revenir aux États-Unis, il ne sera pas arrêté et n'aura pas à purger une nouvelle peine. Selon Dalton et Gunson, le juge souhaite cependant que l'audition de Polanski soit télévisée mais le cinéaste s'y oppose. Des emails du juge Fidler dévoilés en 2014 par The New York Times indiquent que si le réalisateur était retourné aux États-Unis lors de son procès, le magistrat aurait pu être contraint de le libérer, en raison de la conduite du juge Rittenband. Les emails dévoilent également les craintes du juge Fidler : « Depuis que la loi était de son côté avec le traitement de l'affaire par Rittenband, j'étais convaincu que j'étais grillé si jamais il revenait et que ma carrière serait terminée. Au cours de ces années, j'ai dit à plusieurs juges que j'avais de la peine pour eux, de la peine qu'ils aient à juger ce cas. »
En février 2003, alors que le réalisateur est nommé à l'Oscar du meilleur réalisateur pour son film Le Pianiste, Samantha Geimer, tout en rappelant les faits du viol, prend publiquement sa défense et déclare que leur affaire ne doit pas entrer en considération pour juger son travail,. Geimer défend également la décision du réalisateur d'avoir fui les États-Unis et réitère son souhait qu'un terme soit mis aux poursuites.
Intriguée par les déclarations de Geimer, la réalisatrice Marina Zenovich décide de consacrer un documentaire sur le réalisateur auquel ce dernier refuse de participer. Dévoilé en 2008, Roman Polanski: Wanted and Desired défend la thèse d'un acharnement judiciaire et médiatique. L'avocat de Polanski, Me Douglas Dalton, et le procureur, Roger Gunson, confirment que les quarante-deux jours en prison de Polanski devaient être sa seule peine. Dalton et Gunson dénoncent les agissements du juge Rittenband qu'ils accusent d'avoir abusé de son autorité. Gunson déclare même à propos du réalisateur : « Je ne suis pas surpris qu’il ait fui dans ces circonstances. » Également interrogée par Zenovich, Samantha Geimer déclare : « Le juge aimait la publicité. Il n'avait rien à faire de ce qui pouvait m'arriver, ni à moi, ni à Polanski. »
Le 3 décembre 2008, Mes Chad Hummel et Bart Dalton, avocats de Polanski, demandent à la justice californienne d'abandonner les poursuites contre leur client. Ils affirment disposer de nouvelles preuves montrant que le réalisateur n'a pas bénéficié d'une procédure pénale équitable et mettent en avant le documentaire de Marina Zenovich pour dénoncer « un ensemble de mauvais comportements et de communications entre la Cour et le bureau du procureur, en violation de l'égalité devant la loi, et sans que l'accusé ni ses avocats en aient eu connaissance ».
Le 13 janvier 2009, Samantha Geimer dépose une requête devant la justice de Los Angeles pour que les poursuites contre Polanski soient abandonnées. Elle explique que l'insistance avec laquelle le parquet de la ville exige le retour du cinéaste aux États-Unis tient d'une « blague cruelle » dont elle fait les frais.
Le 18 février 2009, le juge Peter Espinoza refuse d'abandonner les poursuites contre Polanski s'il ne se présente pas en personne devant la Cour mais suspend sa décision afin de lui donner la possibilité de se présenter à l'audience. Le juge estime également « qu'il y a eu, apparemment, une faute professionnelle substantielle » de la part du parquet en 1977.
Le 7 mai 2009, Polanski ne s'étant pas présenté devant lui, le juge Espinoza confirme son refus de clore l'affaire. Les avocats du cinéaste demandent alors à la cour d'appel de l'État de Californie d'examiner les vices de procédure et atteintes aux droits constitutionnels de leur client.

### Arrestation à Zurich
Le 27 septembre 2009, alors qu'il se rend au festival du film de Zurich en Suisse afin d'y recevoir un prix pour l'ensemble de sa carrière, Roman Polanski est arrêté par la police à Zurich dans le cadre d'un traité d’entraide judiciaire pénale que la Suisse a signé avec les États-Unis, par lequel les deux parties s’engagent à se livrer réciproquement les personnes poursuivies pour des faits d’une certaine gravité,. La conseillère fédérale suisse responsable du département de Justice et Police Eveline Widmer-Schlumpf défend l'arrestation comme conforme au traité d'extradition helvético-américain et comme manifestation de l'égalité devant la loi,.
L'article 22 du traité prévoit qu'il « s'applique pour tous les faits commis avant ou après son entrée en vigueur » sauf lorsque la procédure d'extradition a été lancée avant son entrée en vigueur, auquel cas un traité de 1900 doit être appliqué. Widmer-Schlumpf affirme par ailleurs que l'arrestation ne résulte d'aucune pression politique américaine.
Le réalisateur s'oppose à son extradition et engage l'avocat suisse Me Lorenz Erni pour assurer sa défense. Le 25 novembre 2009, le Tribunal pénal fédéral accepte la libération conditionnelle de Polanski contre une caution de 4,5 millions de francs suisses (environ trois millions d'euros) et une assignation à résidence avec port d'un bracelet électronique à son chalet de Gstaad en Suisse.
Le 26 février 2010, le procureur chargé de l'affaire en 1977, Roger Gunson, déclare sous serment que le défunt juge Rittenband avait bien déclaré à toutes les parties le 19 septembre 1977 que la peine de prison au pénitencier de Chino correspondait à la totalité de la peine que Polanski devait et a exécutée.
Le 22 avril 2010, la cour d’appel du 2e district de Californie rejette la demande de Polanski de pouvoir être jugé par contumace, ouvrant la voie à son extradition vers les États-Unis. La demande d’abandon des poursuites présentée par la victime est également rejetée.
Le 2 mai 2010, Roman Polanski sort de son silence dans une lettre ouverte publiée sur le site de Bernard-Henri Lévy, La Règle du jeu, intitulée, « Je ne peux plus me taire. »
Le 12 juillet 2010, la ministre suisse de la Justice Eveline Widmer-Schlumpf annonce que le cinéaste « ne sera pas extradé vers les États-Unis et les mesures de restriction de sa liberté sont levées » en raison d'un possible vice de procédure dans la demande d’extradition américaine. Le refus des autorités américaines à faire parvenir aux autorités suisses le procès-verbal du procureur de l'époque, Roger Gunson, arguant du caractère confidentiel de la pièce, amène l'Office fédéral de la justice à refuser l'extradition. Selon Widmer-Schlumpf, le procès-verbal devait permettre d’apprécier si « les quarante-deux jours que Roman Polanski avait passés dans la division psychiatrique d’une prison californienne couvraient la totalité de la peine d’emprisonnement qu’il devait exécuter. »
Le réalisateur retrouve la liberté et peut désormais circuler librement dans trois pays : la France, la Pologne et la Suisse. Interpol rappelle aux États membres de l'organisation qu'une notice rouge le concernant est toujours en vigueur, et qu'il est toujours considéré comme fugitif.

### Le procès en Pologne et ses suites
Le 29 octobre 2014, les autorités américaines tentent de faire arrêter Polanski en Pologne, où il s'est rendu pour assister à l'inauguration du musée Polin d'histoire des Juifs du pays. Polanski est entendu par un procureur puis finalement remis en liberté.
Le 15 décembre 2014, ses avocats lancent une procédure afin de le réhabiliter, accusant les procureurs et les juges d'avoir commis une « grave faute professionnelle ».
Le 24 décembre 2014, le tribunal de Los Angeles refuse de mettre un terme aux poursuites en raison du statut de fugitif de Polanski et de son refus de se plier aux ordres de la cour.
Le 7 janvier 2015, les États-Unis déposent une demande d'extradition à l'encontre du réalisateur aux autorités polonaises. Le 12 janvier 2015, Polanski déclare : « Bien sûr je vais me soumettre à la procédure. On verra. Je fais confiance à la justice polonaise. J'espère que tout se passera bien. »
Le 25 février 2015, le cinéaste se rend à l'audience du tribunal de Cracovie pour l'ouverture de son procès à huis clos où il témoigne pendant neuf heures. Il est ensuite libéré, aucune mesure préventive n'ayant été décidée à son encontre par le tribunal, et admet à sa sortie : « C'était fatigant et douloureux. » Ses avocats polonais, Mes Jerzy Stachowicz et Jan Olszewski, expliquent à la presse que leur ligne de défense consiste à « démontrer que la demande d'extradition n'est pas fondée. »
Le 22 novembre 2015, Polanski se rend de nouveau au tribunal où ses avocats présentent de nouveaux documents, analyses d'experts et témoignages réunis lors de la précédente demande d'extradition des États-Unis à la Suisse. Le réalisateur déclare aux journalistes à sa sortie : « Je voulais savoir quels documents seront présentés et reconnus (valables) par le tribunal. Je suis content que presque tous aient été acceptés. »
Le 30 octobre 2015, le tribunal de Cracovie se prononce contre son extradition et confirme sa décision le 27 novembre 2015, le parquet de la ville représentant les États-Unis ayant renoncé à contester en appel.
Le 31 mai 2016, le ministre de la justice conservateur polonais Zbigniew Ziobro annonce son intention de rouvrir la procédure d’extradition, affirmant que Polanski ne doit pas être favorisé en raison de sa carrière artistique.

Le 6 décembre 2016, la Cour suprême de Pologne rejette le pourvoi en cassation introduit par le ministre et met un terme définitif à la procédure d’extradition. Le réalisateur déclare alors : 

« Enfin je pourrai me sentir en sécurité dans mon propre pays, je pourrai aller tranquillement à Salwator (quartier résidentiel de Cracovie) sur la tombe de mon père ou sur celle d'Andrzej Wajda, mon ami. »

Le 16 février 2017, la presse rapporte que le réalisateur souhaite retourner aux États-Unis pour clore l'affaire, à condition d’avoir la garantie qu’il ne sera pas incarcéré.

Le 9 juin 2017, Samantha Geimer, « fatiguée de cette affaire qui continue depuis quarante ans », témoigne en faveur du cinéaste devant le juge Scott Gordon au tribunal de Los Angeles. Le 21 avril 2017, elle avait adressé une lettre à la procureure du comté, Jackie Lacey, et à son adjointe, Michele Hanisee, dans laquelle elle écrivait : 

« Les cas impliquant des célébrités ne devraient pas être utilisés à mauvais escient par ceux comme vous qui cherchent la célébrité et des promotions pour leur carrière. Vous et ceux avant vous ne m’avez jamais protégée, vous m’avez traitée avec mépris, utilisant un crime commis contre moi pour faire avancer votre carrière,. »

Le 18 août 2017, le juge Gordon annonce son refus de mettre un terme aux poursuites contre Polanski. L'avocat du cinéaste estime alors que « ce tribunal continue à étudier une affaire vieille de quarante ans avec un accusé de 84 ans qui a déjà purgé plus de trois fois en détention la peine que cette cour lui avait infligée ». Samantha Geimer, se déclarant « profondément déçue » par la décision du juge Gordon, s'interroge « Qui s'en soucie, je suis juste la victime, je suis insignifiante », et s'adresse à ceux qui lui reprochent son désir de voir mettre un terme à cette affaire : 

« Votre impitoyable indifférence à mon égard montre qui vous êtes. »

## Acteurs de l'affaire

### Roman Polanski
Lors de son arrestation en 1977, Roman Polanski est stupéfait d'apprendre qu'il est accusé de viol. Pour lui, une fillette de 13 ans droguée au préalable peut être consentante. Dans son autobiographie Roman par Polanski publiée en 1984, il explique avoir senti « une certaine tension érotique s'installer » entre lui et l'adolescente, puis ajoute : « L'expérience de Samantha, son absence d'inhibitions ne faisaient aucun doute. Elle s'étendit, offerte, et je la pénétrai. Elle ne demeura pas sans réaction. Toutefois, quand je lui demandai doucement si cela lui plaisait, elle recourut à son expression favorite, « Ça peut aller » ».
Dans une interview controversée avec le romancier Martin Amis datant de 1979, Roman Polanski parle de sa condamnation en ces termes : « Si j'avais tué quelqu'un, ça n'aurait pas suscité un tel attrait auprès de la presse, vous voyez ? Mais... putain, tu vois, les jeunes filles. Les juges veulent baiser les jeunes filles. Les jurys veulent baiser les jeunes filles. Tout le monde veut baiser les jeunes filles !
, »
En 1979, interrogé par Jean-Pierre Elkhabach à la télévision française, Roman Polanski ne nie pas ses penchants pour les « jeunes filles » lorsque le journaliste lui rappelle les faits pour lesquels il est poursuivi par la justice américaine. Polanski y critique ensuite la loi américaine qui considère les relations sexuelles avec personne de moins de 18 ans comme un crime, sous-entendant que ce serait injuste car selon lui la majorité de la population serait aussi, dans ce cas, criminelle. Il affirme par la même occasion qu'il reviendra assurément sous peu devant la justice américaine, ce qu'il ne fera jamais par la suite.
À la journaliste Diane Sawyer, Roman Polanski explique dans un entretien effectué en 1994 : « À cette époque, il m'a été très difficile de me persuader que c'était mal. Je pensais que personne n'en avait souffert. Plus tard j'ai réalisé que ce n'était pas bien de faire ça mais il n'y avait aucune préméditation, c'est juste arrivé comme ça... ».
Cependant, en 2009, Roman Polanski envoie une lettre à Geimer dans laquelle il assume l'entière responsabilité de l'affaire et écrit : « J'aimerais que vous sachiez à quel point je suis désolé d'avoir tant bouleversé votre existence ». Il réitère ses excuses dans le documentaire Roman Polanski: A Film Memoir tourné en 2011 où il parle de Samantha Geimer comme d'une « double victime : ma victime, et une victime de la presse ».

### Samantha Geimer
En 2013, Samantha Geimer revient ainsi sur les circonstances de son viol : « C'était inapproprié, déplacé, effrayant. Je ne me suis pas beaucoup amusée. J'étais sous l'emprise de l'alcool. C'était confus. » Elle estime cependant que Roman Polanski n'avait pas de mauvaise intention à son égard : « Il ne voulait pas me faire du mal. C'est le sentiment que j'avais. Mais il ne comprenait pas que c'était complètement déplacé, que j'étais trop jeune. »
Samantha Geimer vit mal la médiatisation de l'affaire, subissant une pression incessante de la part des médias, de la police et de la justice californienne. Sa sincérité et celle de sa famille sont également mises en cause : « J'étais présentée comme la petite salope qui voulait profiter du réalisateur célèbre, et ma mère comme la maquerelle n'hésitant pas à monnayer sa fille pour faire carrière ».
En 1997, Samantha Geimer dévoile publiquement avoir pardonné à Polanski et, dans un entretien accordé à l'émission Inside Edition, elle estime qu'il « ne s'agissait pas d'un viol ». Cependant, en 2009, elle déclare : « À l'époque, je croyais qu'un viol, c'était lié à de la violence, de la brutalité. Lui, il ne m'a pas agressée, il ne voulait pas me faire mal. Mais j'ai dit non. Et j'avais 13 ans. Donc il n'y a aucun doute, c'était un viol ».
En 2013, Samantha Geimer publie son autobiographie, La Fille : Ma vie dans l'ombre de Roman Polanski. Elle y revient sur la traque dont elle a fait l'objet, affirme que « ma mésaventure avec Polanski ne m’a pas traumatisée, ni mentalement, ni physiquement » et ajoute « Si je devais choisir entre le viol et revivre ce qui s'est passé après, je choisirais le viol »,.
Elle confie correspondre ponctuellement par mail avec le cinéaste depuis 2009 et s'exprime sur le pardon qu'on lui a « souvent reproché » : « Je ne souffre pas du syndrome de Stockholm. Je lui ai pardonné pour moi, pas pour lui. Tout le monde veut me voir traumatisée, brisée, mais c'était il y a trente-six ans, maintenant, ça va, merci. Et tant pis si je ne suis pas la victime idéale, celles que veulent voir les médias ou le procureur ». Elle révèle cependant qu'elle a poursuivi Polanski en 1988 après la sortie de l'autobiographie du cinéaste Roman par Polanski où il revenait sur les événements en atténuant les faits et en omettant qu'il l'avait droguée. « Le procès, c'était une manière de lui dire : “Tais-toi” » affirme Samantha Geimer. En 1993, elle obtient 500 000 dollars de dommages et intérêts. Polanski a interdiction d'évoquer les événements de 1977. Geimer, elle, s'engage à « l'aider dans la mesure du possible à résoudre ses problèmes légaux avec les États-Unis », à « ne pas exploiter commercialement cette histoire. »

## Médiatisation de l'affaire

### Soutiens et oppositions
En 2009, à la suite de son arrestation à Zurich, Roman Polanski reçoit très rapidement le soutien personnel d'une centaine de représentants du monde politique et artistique, notamment en France et en Pologne, les deux pays dont il a la nationalité, puis aux États-Unis. La plupart des grands journaux américains approuvent cette arrestation, s'étonnant du soutien manifesté au réalisateur, étonnement partagé par une partie de la population américaine.
Ces soutiens soulèvent également des oppositions et indignations dans l'opinion publique et la presse française,.
Frédéric Mitterrand, alors ministre de la Culture, dénonce ce qu'il juge être une arrestation « épouvantable et complètement injuste » avant d'expliquer avoir réagi « sous le coup de l’émotion » à la suite des réactions indignées provoquées par ses déclarations. Luc Chatel, porte-parole du gouvernement, déclare alors que Roman Polanski n'est « pas au dessus des lois ».
Une pétition réclamant sa libération immédiate est signée par de nombreux personnalités du monde du cinéma, parmi lesquels Isabelle Adjani, Woody Allen, Martin Scorsese, Darren Aronofsky, David Lynch, Wes Anderson, Tilda Swinton, Pedro Almodóvar, Guillermo del Toro, Harmony Korine, Michael Mann, Alfonso Cuarón, Jonathan Demme, Alexandre Desplat, Terry Gilliam, Stephen Frears, Thierry Frémaux, Wim Wenders, Alejandro González Iñárritu, Julian Schnabel ou encore Wong Kar-wai,,.
L'acteur Michael Douglas et le réalisateur Luc Besson refusent quant à eux de signer la pétition, ce dernier estimant que « la justice doit être la même pour tout le monde »,.
En 2018, dans le sillage de l'affaire Harvey Weinstein, Natalie Portman et Asia Argento expriment leurs regrets et leurs excuses pour la signature de cette pétition, Xavier Dolan fait de même au moment de la sortie de son film Matthias et Maxime, parlant d'un « grand regret » et d'une « grande trahison dans [sa] vie »[précision nécessaire]. Le réalisateur continue cependant d'avoir de nombreux soutiens, à l'instar de l'actrice Sigourney Weaver, que Polanski a dirigée dans La jeune fille et la mort, et qui estime que : « Le mouvement #MeToo demande que nous écoutions ceux qui ont été victimes de harcèlement sexuel ou d’agression sexuelle – et de réellement les écouter. Alors, quand la victime de Roman nous demande à tous d’aller de l’avant avec compréhension et compassion, je choisis de l’écouter ». De son côté, l'actrice Catherine Deneuve a apporté son soutien au réalisateur à plusieurs reprises, estimant notamment que « la façon dont il a été traité est inadmissible. Il a plus que payé. Je pense que dans cette histoire beaucoup de femmes sont aveuglées par leur féminisme et ne connaissent même pas en détail les faits juridiquement parlant ».
Après la publication du nouveau témoignage de Valentine Monnier en 2019, la journaliste Marine Turchi et l'universitaire Iris Brey, dans Mediapart, estiment que l'avis de Roman Polanski et de ses défenseurs sur le témoignage de Samantha Geimer « a complètement effacé le récit de cette femme, jusqu’à ce que seules leurs voix à eux résonnent dans l’espace public », en véhiculant « de fausses déclarations » et en participant « à une culture du viol ».

### Conséquences et polémiques

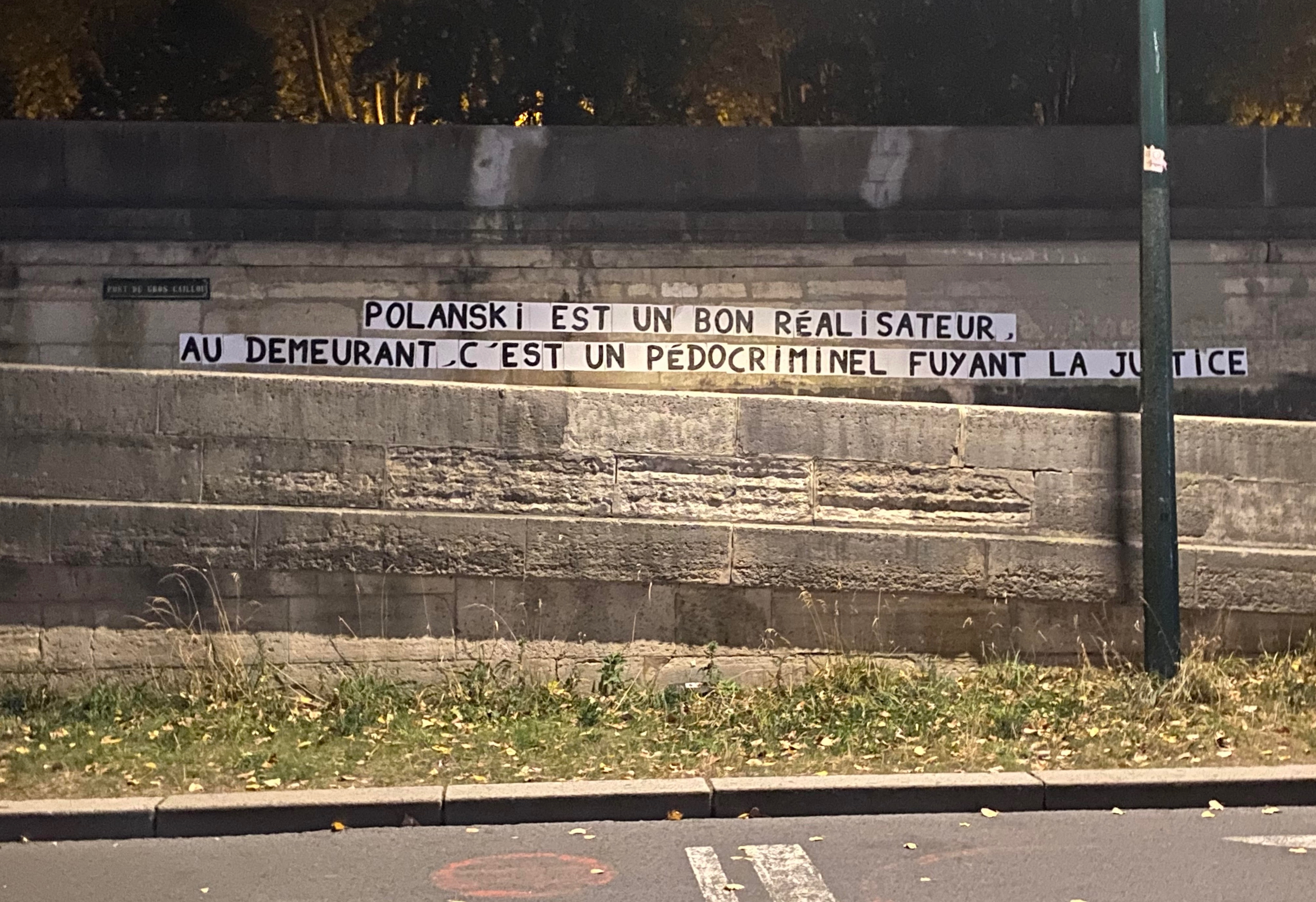
Collage féministe à Paris en 2020 : Polanski est un bon réalisateur. Au demeurant, c'est un pédocriminel fuyant la justice.

L'affaire Polanski a suscité plusieurs polémiques.

#### Festival de Locarno
Le 26 juillet 2014, Roman Polanski est invité à recevoir un prix spécial lors de la 67e édition du Festival de Locarno où il doit également donner une leçon de cinéma.
Le 12 août 2014, le cinéaste renonce finalement à sa participation par peur des « tensions et des controverses » à la suite d'une campagne hostile lancée sur les réseaux sociaux.

#### Académie des Césars
Le 18 janvier 2017, l'Académie française des arts et techniques du cinéma désigne Roman Polanski comme président de la prochaine cérémonie des César. Il décide cependant de décliner cet honneur le 24 janvier 2017, des associations féministes ayant vivement protesté contre sa désignation, en raison de sa situation judiciaire. Une pétition a circulé, en faveur de sa destitution ainsi qu'un appel au boycott de l'événement.
Samantha Geimer prend une nouvelle fois publiquement la défense du réalisateur, s'insurgeant contre les associations féministes qu'elle accuse d'utiliser son nom et son histoire sans son consentement afin, selon elle, de servir leurs propres intérêts. Elle dénonce également l'acharnement dont ferait l'objet Polanski et accuse la justice américaine de chercher « à couvrir ses propres erreurs ».

#### Rétrospective de la Cinémathèque française
Le 21 octobre 2017, des associations féministes s'insurgent contre la rétrospective intégrale des films de Roman Polanski, prévue du 30 octobre au 3 décembre 2017 par la Cinémathèque française, et demandent son annulation. Le 25 octobre 2017, l'organisme culturel, présidé par le réalisateur Costa-Gavras, dénonce dans un communiqué une demande de « censure pure et simple » et confirme le maintien de la rétrospective, affirmant que l'œuvre de Polanski est « plus que jamais indispensable ».
Le 30 octobre 2017, jour de l'ouverture de la rétrospective en présence de Roman Polanski, quelques dizaines de personnes manifestent leur désapprobation devant la Cinémathèque,. Alors qu'il présente à l'intérieur son film D'après une histoire vraie, le réalisateur dénonce les « zinzins » qui veulent détruire son œuvre et évoque un parallèle entre sa situation actuelle et les autodafés de 1933 en Allemagne.

#### Académie des Oscars
Le 3 mai 2018, dans le sillage de l'affaire Harvey Weinstein, Roman Polanski est exclu de l'Académie des Oscars en accord avec les nouvelles « normes de bonne conduite » de l’organisation.
Jan Olszewski, l'avocat polonais du réalisateur, qualifie cette décision de « harcèlement », estime qu'elle « s'apparente à de la maltraitance psychique à l'encontre de notre client, une personne âgée », et ajoute que « Polanski n'a eu qu'un seul incident (de ce genre) dans sa vie, pour lequel il a été reconnu coupable, en a assumé la responsabilité, et sa victime lui a pardonné ». Roman Polanski a parallèlement qualifié le mouvement #MeToo d'« hystérie collective » et d'« hypocrisie ». Le 19 avril 2019, le réalisateur dépose plainte contre l'Académie des Oscars qui, selon lui, n'aurait pas respecté la procédure avant son exclusion, et fait part de son souhait d'y être réintégré. L'organisation estime cependant que la procédure d'exclusion a été faite dans les règles et maintient que sa décision était « appropriée ».

#### Mostra de Venise
En 2019, l'annonce de la sélection de son film J'accuse en compétition officielle à la Mostra de Venise suscite à nouveau la polémique. Le directeur artistique du festival, Alberto Barbera, défend son choix, estimant qu'il est selon lui nécessaire de « séparer l’homme de l’artiste » et ajoute « les problèmes de Polanski avec la justice californienne et sa conscience sont ses problèmes personnels, mis à part le fait que je pense qu’après quarante ans de tribulations, il a payé pour ce qu’il a fait. Mais pour moi, en tant que directeur de festival, ce qui compte, c’est qu’il a fait un grand film ». De son côté, la présidente du jury, la réalisatrice Lucrecia Martel reconnaît sa gêne et annonce qu'elle ne se rendra pas à la soirée de projection officielle du film, soulignant cependant avoir fait des recherches sur l'affaire et avoir vu que « Polanski s'est conformé aux demandes du tribunal, je ne peux donc pas le juger une fois que le tribunal a rendu son jugement ». Elle affirme également ne pas être opposée à la sélection du film en compétition : 

« Je n'ai pas l'intention d'honorer l'homme, mais je pense qu'il est juste que son film soit ici à ce festival. C'est difficile pour moi de juger un homme qui commet un crime de cette ampleur et qui est ensuite condamné et la victime qui se considère satisfaite de l'indemnisation. C'est difficile de définir la bonne approche à adopter avec les personnes qui ont commis certains actes et qui ont été jugées pour cela. Je pense que ces questions font partie du débat de notre époque. »

#### Tribune de 114 avocates - 8 mars 2020
Le 8 mars 2020, journée internationale des droits de la femme, 114 avocates signent une tribune dans Le Monde où elles rappellent que 

« Roman Polanski a fait l’objet de plusieurs accusations publiques, parmi lesquelles une seule plainte judiciaire qui n’a donné lieu à aucune poursuite : il n’est donc pas coupable. »

Ces avocates se proposent ainsi de dénoncer ce qu'elles qualifient de « tribunal de l’opinion publique » à l'encontre du cinéaste. Elles rappellent que la prescription et le respect de la présomption d’innocence sont « les seuls remparts efficaces contre un arbitraire dont chacun peut, en ces temps délétères, être à tout moment la victime,. » Cette tribune fait l'objet d'une polémique sur les réseaux sociaux et auprès de personnalités féministes, comme Caroline De Haas, ou auprès d'autres avocats, comme Me Arié Alimi.

## Autres accusations

### Charlotte Lewis
Le 14 mai 2010, alors que Roman Polanski est assigné à résidence à la suite de son arrestation à Zurich, l'actrice britannique Charlotte Lewis, l'accuse d'avoir abusé d'elle « de la pire façon qui soit » en la forçant à avoir une relation sexuelle avec lui lorsqu'elle avait 16 ans, en 1983,. Elle se serait confiée peu après à un ami, qui le confirme en 2010 dans une attestation remise à la police. 
Me Georges Kiejman, l'un des avocats de Polanski, menace alors de poursuivre Lewis en justice pour ses accusations. Trois jours plus tard, le quotidien Libération publie un entretien accordé par Charlotte Lewis au journal britannique News of the World en août 1999, dans lequel elle déclare : 

« Je savais que Roman avait fait quelque chose de mal aux États-Unis, mais je voulais être sa maîtresse. […] Je le désirais probablement plus que lui ne me voulait. »

Dans cet entretien, il est précisé que Charlotte Lewis avait 17 ans lorsqu'elle a couché pour la première fois avec Roman Polanski et que leur relation aurait duré plus de six mois. Elle explique comment elle a commencé dès l'âge de 14 ans à avoir des relations sexuelles tarifées avec des hommes plus âgés et relate des voyages au Moyen-Orient en décrivant précisément son rôle de prostituée et mentionne les noms d'autres célébrités avec lesquelles elle aurait eu une liaison. Charlotte Lewis dément avoir tenu ces propos et indique qu'elle en reste aux déclarations faites à la police et qu'elle « [serait] heureuse d'être confrontée à Roman Polanski, en face à face, n'importe quand, n'importe où dans le monde. »
Questionné par Paris Match fin 2019, le réalisateur répond que l'accusation de Lewis est un « mensonge odieux » et que l'actrice a donné plusieurs entretiens à la presse après le tournage de Pirates (novembre 1984-août 1985), dans lesquels elle lui rend hommage. Il s'agit notamment d'un article paru dans France-Soir le 9 mai 1986 à l'occasion de la sortie du film dans lequel elle déclare : « Je dois tout à Roman Polanski, à Dieu et à ma mère qui m'a mise au monde. » À propos de sa rencontre avec Polanski, elle explique également : « Une amie à lui nous a présentés. Il cherchait sa Dolores [nom du personnage incarné par Lewis dans le film]. Il me fit faire des essais. Et hop je fus engagée. » Charlotte Lewis dépose plainte en diffamation contre Roman Polanski en juillet 2020 pour les propos tenus à son égard dans Paris Match.

### Robin M.
Le 15 août 2017, alors que Roman Polanski souhaite à nouveau faire mettre un terme à ses poursuites judiciaires, une femme identifiée sous le nom de « Robin M. » l'accuse de l'avoir agressée sexuellement en 1973, alors qu'elle avait 16 ans. « Robin » indique alors qu'elle sort de son silence parce que Samantha Geimer a demandé de clore son dossier deux mois plus tôt, pour « que le monde et Samantha sache qu’elle n’est pas la seule victime de Polanski et [qu'elle n'est] pas passée à autre chose ». L'avocat du cinéaste, Me Harland Braun, déclare avoir rapporté les accusations à son client, qui lui a répondu qu’il ne savait pas « de quoi il s’agissait », et dénonce « une tentative d’influencer le juge Gordon », chargé du dossier de 1977 que Roman Polanski tente une nouvelle fois de clore. Robin M. et Charlotte Lewis, qui ont la même avocate, ne déposent pas plainte contre Polanski.

### Renate Langer
Le 3 octobre 2017, poussée par le témoignage de « Robin M. » quelques semaines plus tôt, une ancienne actrice allemande, Renate Langer (de), dépose une plainte en Suisse et affirme avoir été violée par le réalisateur dans sa maison de Gstaad alors qu'elle avait 15 ans ; un mois plus tard, il l'aurait appelée pour s'excuser, lui offrant également un rôle, qu'elle accepte, dans son film Quoi ?,. La police suisse annonce alors ouvrir une enquête avant de déclarer prescrites les accusations. Renate Langer explique avoir décidé de parler en grande partie parce que ses parents n’étaient désormais plus en vie, après s'être confiée à son petit ami plusieurs années après les faits. Polanski déclare : « C'est vraiment n'importe quoi […] Je n'ai aucun souvenir de sa présence sur le tournage. »

### Marianne Barnard
Le 20 octobre 2017, Marianne Barnard, une artiste de Santa Barbara, affirme dans un entretien avec le tabloïd britannique The Sun avoir été abusée par Roman Polanski en 1975 alors qu'elle avait dix ans, lors d'une séance photo. Les faits qu'elle mentionne se seraient produits sur une plage de Malibu où elle avait été amenée par sa mère, qu'elle soupçonne d'avoir arrangé la rencontre. Dans une série de messages postés sur son compte Twitter, Barnard décrit Polanski comme étant un « disciple de Satan ». Dans l'interview donné à Paris Match, Polanski qualifie cette accusation de « tragi-comique » et d' « absurde ». Il s'étonne que personne n'ait « demandé des comptes » à la mère de Barnard pour avoir prétendument « vendu sa fille à un pervers » et indique que le frère de cette femme « a déclaré sur des documents officiels qu'elle avait déjà accusé son père de l'avoir violée et qu'elle a fait deux séjours en hôpital psychiatrique. »
Le 6 décembre 2017, la presse rapporte que Roman Polanski a déposé plainte pour diffamation contre Matan Uziel, responsable de la mise en ligne d'une plateforme intitulée « I Met Polanski » (« J'ai rencontré Polanski ») et chargée de recueillir de façon anonyme et chiffrée des témoignages d'autres victimes potentielles du réalisateur,. Uziel a été la première personne à entrer en contact avec Marianne Barnard. Celle-ci affirme que Matan Uziel serait un « intimidateur abusif » et l'accuse de l'avoir harcelée après avoir refusé de témoigner en sa faveur lors de son procès contre Polanski,. Elle estime également que la demande d'Uziel était un piège pour la faire venir en Israël et faire d'elle un « donneur d'organes involontaire ». Le 7 novembre 2017, le tabloïd The Sun rapporte que cinq femmes (âgées de 9 à 15 ans selon les témoignages), sous couvert d'anonymat, et Mallory Millett (29 ans à l'époque des faits présumés), ancienne actrice, auraient affirmé sur la plateforme de Matan Uziel avoir été agressées sexuellement par le réalisateur contre la promesse d'une récompense de vingt mille dollars. Uziel déclare être à la recherche « des informations et des preuves pour aider à prouver ces accusations » et promet la récompense, qu'il avoue pourtant ne pas pouvoir payer, à quiconque puisse lui fournir un « tuyau » suffisamment solide pour incriminer Polanski. L'avocat de ce dernier, Hervé Témime, parle d'une « dérive gravissime » à propos des allégations relayées par le site : « Un site qui lève des fonds, pour inciter à la délation, on dépasse toutes les limites de l'acceptable ! La fin ne saurait justifier tous les moyens. Je suis très gêné par cette atmosphère de chasse à l'homme. » Alors que Roman Polanski réclamait à Uziel 1,5 million de shekels, somme qu'il comptait reverser dans son intégralité à des associations israéliennes de victimes de la Shoah, il abandonne finalement les poursuites en novembre 2018, après que la justice israélienne lui a demandé de venir témoigner sur place, pour ne pas risquer d'être arrêté et extradé vers les États-Unis. Polanski se voit alors condamné par la justice israélienne à payer à Uziel vingt mille shekels (soit environ cinq mille quatre-cents dollars), somme destinée à couvrir ses frais de justice.
Dans un droit de réponse publié sur Vanity Fair le 23 octobre 2017, Roman Polanski conteste, à l'exception de celle concernant Samantha Geimer, toutes les accusations « sans fondement » dont il fait l'objet.

### Valentine Monnier
Le 8 novembre 2019, Valentine Monnier, photographe française, accuse Roman Polanski de l'avoir violée brutalement dans son chalet de Gstaad en 1975, alors qu'elle était âgée de 18 ans. Selon la journaliste Catherine Balle qui dit avoir mené une longue enquête avant de publier le témoignage de Valentine Monnier dans Le Parisien, les accusations de cette dernière sont corroborées par plusieurs personnes, dont une connaissance de Polanski qui était à Gstaad à cette période. L'homme, qui témoigne sous anonymat dans le journal affirme : « J’ai rencontré Valentine Monnier en compagnie de Polanski entre fin janvier et début mars 1975. Après avoir dîné et skié ensemble avec un groupe pendant un ou deux jours, elle m’a appelé et demandé si elle pouvait venir chez moi. Elle avait l’air bouleversée. Quand elle est arrivée dans mon chalet, je crois me souvenir qu’elle avait un bleu sur la joue. Puis, elle m’a dit qu’elle venait d’être brutalement violée par Polanski. […] J’ai demandé à Valentine si elle voulait aller voir la police. Sous le choc, elle ne savait pas quoi faire. »

Polanski réagit : 

« Je n'ai évidemment aucun souvenir de ce qu'elle raconte, puisque c'est faux. Je le nie absolument. Son visage sur les photos publiées me dit quelque chose, pas plus. Elle raconte qu’une amie l’avait invitée à passer quelques jours chez moi, mais elle ne se souvient plus qui c’était ! C’est facile d’accuser quand tout est prescrit depuis des dizaines d’années, et lorsqu’on est certain qu’il ne peut y avoir de procédure judiciaire pour me disculper. »

Le cinéaste s'étonne par ailleurs que Valentine Monnier puisse affirmer qu'il s'est adressé à elle en anglais, alors qu'ils sont tous deux francophones. Il relève que les témoins cités ne sont qu'indirects — dont un bizarrement anonyme (« Que craint-il ? ») — ou décédés (« C'est commode, ils ne peuvent plus confirmer ni réfuter les propos qu'elle leur prête ») ou introuvables (Elizabeth Brach).
À la suite de la réaction de Polanski dans Paris Match, la journaliste Catherine Balle rappelle qu'elle s'est entretenue avec cinq personnes qui confirment que Valentine Monnier leur a raconté, avec un récit inchangé depuis des années, avoir été violée par Roman Polanski. Deux d'entre elles ont reçu les confidences de la jeune femme au cours des mois qui ont suivi sa venue à Gstaad en 1975. Par ailleurs, selon la rédaction, tous les témoins ont signé au Parisien une attestation et se sont engagés à témoigner si l'accusation de Valentine Monnier prenait une tournure judiciaire.
Néanmoins, Paris Match révèle aussi une incohérence dans la chronologie du récit de Valentine Monnier, celle-ci ayant été aperçue, quelques mois après son agression à Gstaad, dans un restaurant à Los Angeles en compagnie de Roman Polanski :
« Los Angeles, fin août 1975. Roman Polanski déjeune avec Warren Beatty au restaurant de l’hôtel Beverly Wilshire. Ce luxueux écrin est un refuge pour les deux hommes : Beatty y loue un penthouse à l’année et Polanski y dort chaque fois qu’il passe dans cette ville maudite. « Valentine Monnier est entrée pour saluer Roman, raconte aujourd’hui Catherine Paganessi. Elle l’a embrassé, ils ont discuté pendant trois minutes en souriant. Ils se connaissaient. » Cette ancienne amie de Valentine, comme de Roman, dévoile la scène en ouvrant grand les yeux, sa manière de signifier son incompréhension face aux accusations portées par Valentine Monnier quarante quatre ans plus tard. « Je n’étais pas dans le chalet de Gstaad, certes, mais des retrouvailles si chaleureuses m’étonnent, peu de mois après avoir subi un viol tellement violent. » Elle ajoute : « Valentine avait évoqué Gstaad sans sous-entendre quoi que ce soit de suspect. »

#### Roman par Polanski
1. ↑  p. 417.
2. ↑  p. 419.
3. ↑  p. 427.
4. ↑  p. 428.
5. 1 2  p. 429.
6. ↑  p. 434.
7. ↑  p. 437.
8. ↑  p. 440.
9. 1 2 3  p. 441.
10. ↑  p. 443.
11. ↑  p. 444.
12. 1 2  p. 465.
13. ↑  p. 466.
14. ↑  p. 468.

#### The Girl: A Life in the Shadow of Roman Polanski
1. ↑  p. 29.
2. ↑  p. 37.
3. ↑  p. 178.
4. ↑  p. 47.
5. 1 2  p. 49.
6. ↑  p. 66.
7. 1 2 3  p. 50.
8. ↑  p. 81.
9. ↑  p. 150.
10. ↑  p. 94.

#### Autres
1. 1 2  En anglais, la sodomy a une définition bien plus large qu'en français, correspondant peu ou prou à « sexe contre-nature ». Voir Loi anti-sodomie.
2. 1 2 3 4 5 6 7 8 9 10 11 12 13 14 15 16 17 18 19 20 21 22 23 24  (en) Jeffrey Toobin, « The Celebrity Defense », sur The New Yorker, 14 décembre 2009 (consulté le 19 octobre 2017).
3. 1 2 3  (en) « Interview with Samantha Geimer », sur CNN, 7 octobre 2010 (consulté le 19 octobre 2017).
4. ↑  (en) A. B. C. News, « Polanski Victim: The System Did More Harm », sur ABC News (consulté le 24 avril 2019).
5. 1 2 3  (en) James Fox, « Roman “Holiday” », sur Vanity Fair, 19 septembre 2013 (consulté le 19 octobre 2017).
6. 1 2 3 4 5 6 7 8 9 10 11 12 13  (en) « The People of the State of California Vs. Roman Raymond Polanski », sur haoui.com, 24 mars 1977 (consulté le 19 octobre 2017). Traduction française par haoui.com ici.
7. ↑  « Roman Polanski's rape victim describes sex attack in graphic detail », sur Mail Online, 27 septembre 2013 (consulté le 24 avril 2019).
8. 1 2 3  Alain Frachon, « Un invraisemblable déraillement judiciaire au moment des faits », sur Le Monde, 11 décembre 2009 (consulté le 19 octobre 2017).
9. ↑  fiche du film sur l'AFI Catalog.
10. 1 2 3 4 5 6  Marina Zenovich, Roman Polanski: Wanted and Desired, HBO, 2008
11. ↑  (en) Michael Cieply, « How Polanski’s Probation Officer Saw His Crime », sur The New York Times, 2 octobre 2009 (consulté le 19 octobre 2017).
12. ↑  (en) « Polanski Flies to Paris as Officials In U.S. Ponder Prosecution Move », sur The New York Times, 3 février 1978 (consulté le 19 octobre 2017).
13. ↑  « Pour les Etats-Unis, Polanski, c'est trente ans de cavale... », sur Le Monde, 29 septembre 2009 (consulté le 19 octobre 2017).
14. ↑  (en) Nick Allen, « Roman Polanski: timeline of US attempts to capture director », sur The Telegraph, 30 septembre 2009 (consulté le 19 octobre 2017).
15. ↑  Julien Lemaignen, « Samantha Geimer, Robin, Valentine Monnier… les différentes affaires et accusations impliquant Roman Polanski », Le Monde,‎ 14 novembre 2019 (lire en ligne).
16. 1 2  (en) Jonathan Romney, « Roman Polanski: The truth about his notorious sex crime », sur The Independent, 4 octobre 2008 (consulté le 19 octobre 2017).
17. 1 2  (en) Corina Knoll, Marisa Gerber et Rebecca Keegan, « Roman Polanski's court request could shed light on decades-long case », sur The Los Angeles Times, 16 décembre 2014 (consulté le 19 octobre 2017).
18. ↑  (en) Michael Cieply, « Emails Raising Questions About the Polanski Case », sur The New York Times, 15 janvier 2014 (consulté le 19 octobre 2017).
19. ↑  (en) Samantha Geimer, « Judge the Movie, Not the Man », sur The Los Angeles Times, 23 février 2003 (consulté le 19 octobre 2017).
20. 1 2 3 4 5 6 7 8  Marine Turchi et Iris Brey, « Au fil des ans, cinq adolescentes ont accusé Roman Polanski de violences sexuelles », sur Mediapart, 9 novembre 2019 (consulté le 9 novembre 2019).
21. ↑  (en) « Interview with Samantha Geimer », sur CNN, 24 février 2003 (consulté le 19 octobre 2017).
22. ↑  Jean-Luc Douin, « "L'avocat de Polanski ne s'était jamais exprimé. J'ai mis trois ans à le convaincre de parler », sur Le Monde, 27 septembre 2009 (consulté le 19 octobre 2017).
23. ↑  Juliette Bénabent, « Roman Polanski : Wanted and Desired », sur Télérama, 28 août 2010 (consulté le 19 octobre 2017).
24. ↑  Jacques Mandelbaum, « "Roman Polanski : Wanted and Desired" : au cœur du procès Polanski », sur Le Monde, 30 décembre 2008 (consulté le 19 octobre 2017).
25. ↑  (en) Samira J. Simone et Sonya Hamasaki, « Polanski attorneys move to get case dismissed », sur The Los Angeles Times, 3 décembre 2008 (consulté le 19 octobre 2017).
26. ↑  (en) Michael Cieply, « Film Cited in Request to Dismiss Polanski Case », sur The New York Times, 3 décembre 2008 (consulté le 19 octobre 2017).
27. ↑  (en) Ben Child, « Polanski victim offers to take his place in court », sur The Guardian, 13 janvier 2009 (consulté le 19 octobre 2017).
28. ↑  (en) Paul Vercammen et Ann O'Neill, « Judge says Polanski must appear to get ruling », sur CNN, 18 janvier 2009 (consulté le 19 octobre 2017).
29. ↑  (en) « Judge turns down Polanski request », sur BBC, 7 mai 2009 (consulté le 19 octobre 2017).
30. ↑  « Le cinéaste Roman Polanski arrêté à Zurich », sur Le Monde, 27 septembre 2009 (consulté le 19 octobre 2017).
31. ↑  Fati Mansour, « La procédure qui attend Roman Polanski », sur Le Temps, 28 septembre 2009 (consulté le 19 octobre 2017).
32. 1 2  « Traité d’extradition entre la Confédération Suisse et les Etats-Unis d’Amérique », sur Conseil fédéral (Suisse) (consulté le 19 octobre 2017).
33. ↑  « Affaire Polanski: la Suisse se défend », sur Le Figaro, 4 octobre 2009 (consulté le 19 octobre 2017).
34. ↑  (en) « Polanski arrest cues mixed emotions », sur Swissinfo, 28 septembre 2009 (consulté le 19 octobre 2017).
35. ↑  « Roman Polanski se rendait souvent en Suisse », sur Radio télévision suisse, 29 septembre 2009 (consulté le 19 octobre 2017).
36. ↑  « Polanski libéré sous caution contre 3 millions d'euros », sur L'Express, 25 novembre 2009 (consulté le 19 octobre 2017).
37. ↑  (en) « People of the State of California Vs. Roman Raymond Polanski », sur Los Angeles Superior Court, 29 avril 2010 (consulté le 19 octobre 2017).
38. ↑  « Polanski pourrait être extradé vers les Etats-Unis », sur Le Monde, 23 avril 2010 (consulté le 19 octobre 2017).
39. ↑  Roman Polanski, « Je ne peux plus me taire ! », sur La Règle du jeu, 2 mai 2010 (consulté le 19 octobre 2017).
40. ↑  « Polanski ne sera pas extradé », sur Le Journal du dimanche, 12 juillet 2010 (consulté le 19 octobre 2017).
41. ↑  « Roman Polanski est libre », sur Le Temps, 12 juillet 2010 (consulté le 19 octobre 2017).
42. ↑  « Polanski: "notice rouge" d'Interpol », sur Le Figaro, 13 juillet 2010 (consulté le 19 octobre 2017).
43. ↑  Cyril Coantiec, « Roman Polanski poursuivi par les États-Unis : retour sur l'affaire », sur Le Figaro, 30 octobre 2014 (consulté le 19 octobre 2017).
44. ↑  (en) Matt Hamilton, « Roman Polanski's lawyers open new front against L.A. County D.A. », sur The Los Angeles Times, 15 décembre 2014 (consulté le 19 octobre 2017).
45. ↑  (en) Dan Weikel et Geoffrey Mohan, « Court won't dismiss Roman Polanski sex case; 'He has to surrender himself' », sur The Los Angeles Times, 24 décembre 2014 (consulté le 19 octobre 2017).
46. ↑  (en) Leo Barraclough, « U.S. Renews Efforts to Extradite Roman Polanski from Poland », sur Variety, 7 janvier 2015 (consulté le 5 octobre 2017).
47. ↑  Alicia Paulet, « Roman Polanski fait “confiance à la justice polonaise” », sur Le Figaro, 13 janvier 2015 (consulté le 19 octobre 2017).
48. ↑  « Extradition de Polanski: le réalisateur au tribunal pendant neuf heures », sur L'Express, 25 février 2015 (consulté le 19 octobre 2017).
49. ↑  « Pologne : le tribunal de Cracovie refuse l’extradition de Polanski », sur Le Monde, 30 octobre 2015 (consulté le 19 octobre 2017).
50. ↑  « La justice polonaise refuse d’extrader Polanski aux Etats-Unis », sur Le Monde, 22 novembre 2015 (consulté le 19 octobre 2017).
51. ↑  « La Pologne rouvre le dossier d’extradition de Roman Polanski », sur Le Monde, 31 mai 2016 (consulté le 19 octobre 2017).
52. ↑  « La Cour suprême de Pologne refuse l’extradition de Polanski vers les Etats-Unis », sur Le Monde, 6 décembre 2016 (consulté le 19 octobre 2017).
53. ↑  « Roman Polanski : "Je pourrai me sentir en sécurité dans mon propre pays" », sur Paris Match, 8 décembre 2016 (consulté le 17 octobre 2017).
54. ↑  « Roman Polanski souhaite retourner aux Etats-Unis pour clore l’affaire de viol », sur Le Monde, 16 février 2017 (consulté le 19 octobre 2017).
55. ↑  (en) Ashley Cullins, « Roman Polanski's Victim Writes Scathing Letter to DA Amid State Bar Complaint », sur The Hollywood Reporter, 25 avril 2017 (consulté le 5 octobre 2017).
56. ↑  « Samantha Geimer, la victime de Roman Polanski, demande l'arrêt des poursuites », sur HuffPost, 9 juin 2017 (consulté le 19 octobre 2017).
57. ↑  (en) Gene Maddaus, « Roman Polanski’s Effort to Dismiss Rape Case Rebuffed Again by Judge », sur Variety, 18 août 2017 (consulté le 5 octobre 2017).
58. ↑  « Un juge américain refuse de clore les poursuites contre Polanski pour agression sexuelle », sur Le Monde, 19 août 2017 (consulté le 19 octobre 2017).
59. ↑  (en) « Judge rejects bid by Polanski rape victim to end case », sur enca.com, 19 août 2017 (consulté le 19 octobre 2017).
60. 1 2  (en) Joe Mozingo, « How a girl’s stark words got lost in the Polanski spectacle », sur The Los Angeles Times, 16 septembre 2014 (consulté le 19 août 2019).
61. ↑  « Roman Polanski: ‘Everyone else fancies little girls too’ – Telegraph Blogs », sur blogs.telegraph.co.uk, 2 octobre 2009 (version du 2 octobre 2009 sur Internet Archive)
62. ↑  (en-US) S. T. VanAirsdale, « Are All These Sex Scandals Turning You On? », sur Esquire, 7 octobre 2009 (consulté le 23 avril 2019)
63. ↑  Institut National de l’Audiovisuel- Ina.fr, « Polanski et les "jeunes femmes" », sur Ina.fr (consulté le 2 mars 2020)
64. ↑  Serge July, Roman Polanski « Ma vérité », Vanity Fair France, no 5, publié en novembre 2013, p. 102.
65. ↑  (en) Emma Brockes, « Samantha Geimer on Roman Polanski: 'We email a little bit' », sur The Guardian, 18 septembre 2013 (consulté le 19 octobre 2017).
66. ↑  (en) Andrew Hough, « Roman Polanski: fugitive director admits rape woman 'double victim' », sur The Telegraph, 28 septembre 2011 (consulté le 19 août 2019).
67. 1 2  Marc-Olivier Fogiel, « "Roman Polanski ne voulait pas me faire du mal", témoigne sa victime, Samantha Geimer », sur RTL, 14 octobre 2013 (consulté le 19 août 2019).
68. 1 2 3 4  Doan Bui, « Affaire Polanski : "Il m'a violée, merde !" », sur L'Obs, 20 octobre 2013 (consulté le 19 octobre 2017).
69. ↑  Doan Bui, « "Il m'a violé merde !" », sur nouvelobs.com, 17 octobre 2013 (consulté le 2 mars 2020).
70. ↑  « Mitterrand et Kouchner critiqués à droite pour leur soutien à Polanski », sur Libération, 29 septembre 2009 (consulté le 19 octobre 2017).
71. ↑  « Pourquoi, en France, vous le soutenez, Polanski? », sur Libération, 29 septembre 2009 (consulté le 19 octobre 2017).
72. ↑  « Arrestation de Polanski: des voix discordantes troublent le concert de soutiens », sur L'Obs, 29 septembre 2009 (consulté le 19 octobre 2017).
73. ↑  (en) Peggy Hollinger, Jan Cienski, Haig Simonian et Matt Garrahan, « Politicians face backlash over Polanski », sur Financial Times, 1er octobre 2009 (consulté le 19 août 2019).
74. ↑  « Dans la cellule de Roman Polanski », sur L'Obs, 22 décembre 2009 (consulté le 19 août 2019).
75. ↑  AFP, « Polanski "pas au dessus des lois" (Chatel) », sur Le Figaro, 30 septembre 2009 (consulté le 19 août 2019).
76. ↑  La Rédaction, « Polanski : la pétition », sur La Règle du jeu, 7 juin 2010 (consulté le 19 octobre 2017).
77. ↑  « Fellow Filmmakers Call for Roman Polanski's Release – Today's News: Our Take », TVGuide.com, 30 septembre 2009 (consulté le 7 novembre 2009)
78. ↑  La liste complète des signataires de la pétition peut être lue ici  .
79. ↑  « Michael Douglas ne soutient pas Polanski », sur Paris Match, 15 mai 2010 (consulté le 23 avril 2019).
80. ↑  « Luc Besson / BHL : débat à distance autour de Roman Polanski sur RTL », sur RTL, 26 novembre 2009 (consulté le 23 avril 2019).
81. ↑  Arthur, « Natalie Portman Is The Woke Actor We Need Right Now », Buzzfeed, 20 février 2018 (consulté le 21 février 2018)
82. ↑  Sirin Kale, « Natalie Portman Is One of the Few Celebrities to Apologize for Supporting Roman Polanski », sur Vice Media, 21 février 2008 (consulté le 23 avril 2019).
83. ↑  Interview dans So Film, numéro 73, septembre 2019.
84. ↑  (en) Ariston Anderson, « Sigourney Weaver Talks 'Avatar' Saga, #MeToo and How Sci-Fi Has Shaped Her Hopes for the World », sur The Hollywood Reporter, 27 octobre 2018 (consulté le 19 août 2019).
85. ↑  Dany Jucaud, « Catherine Deneuve : "Je suis une petite anarchiste" », sur Paris Match, 28 avril 2019 (consulté le 19 août 2019).
86. ↑  « Roman Polanski: "Pourquoi je viens à Locarno" », sur Radio télévision suisse, 26 juillet 2014 (consulté le 19 octobre 2017).
87. ↑  Pauline Le Gall, « Roman Polanski renonce à aller au festival de Locarno », sur Le Figaro, 12 août 2008 (consulté le 19 octobre 2017).
88. ↑  Gauthier Jurgensen, « César 2017 : Roman Polanski président ! », sur AlloCiné, 18 janvier 2017 (consulté le 5 octobre 2017).
89. ↑  « Polanski renonce à la présidence des César », sur Paris Match, 24 janvier 2017 (consulté le 17 octobre 2017).
90. ↑  (en) William Earl, « Roman Polanski’s Rape Victim Says She’s Being ‘Used’ By Advocates: ‘Nobody Wants Me To Be Fine’ », sur Indiewire, 18 février 2017 (consulté le 5 octobre 2017).
91. ↑  (en) « Roman Polanski's Rape Victim Says Worse Things Happen in Life ... Set Him Free », sur TMZ, 17 février 2017 (consulté le 19 octobre 2017).
92. ↑  Sarah Lecoeuvre, « La Cinémathèque française met à l'honneur Roman Polanski et provoque l'indignation », sur Le Figaro, 21 octobre 2017 (consulté le 9 novembre 2017).
93. ↑  Gauthier Jurgensen, « Roman Polanski : la rétrospective est maintenue par La Cinémathèque française », sur AlloCiné, 25 octobre 2017 (consulté le 9 novembre 2017).
94. ↑  Titouan Gourlin, « À la Cinémathèque, Polanski dénonce les «zinzins» qui voudraient détruire son œuvre », sur Le Figaro, 31 octobre 2017 (consulté le 9 novembre 2017).
95. ↑  « Le lancement de la rétrospective Polanski à la Cinémathèque perturbé par une manifestation de féministes », Franceinfo,‎ 30 octobre 2017 (lire en ligne, consulté le 13 mai 2018)
96. ↑  Thierry Fiorile, « Rétrospective Polanski à la Cinémathèque : "Les films sont perpétuels, en dépit de certains zinzins", déclare le réalisateur », sur France Info, 31 octobre 2017 (consulté le 9 novembre 2017).
97. ↑  « L'exclusion de Roman Polanski de l'Académie des Oscars : son avocat dénonce "un harcèlement" », sur Europe 1, 4 mai 2018 (consulté le 23 avril 2019).
98. ↑  « Pour Roman Polanski, MeToo est de l'"hystérie collective" », sur HuffPost, 9 mai 2018 (consulté le 23 avril 2019).
99. ↑  (en) Ashley Cullins, « Roman Polanski Sues to Get Back Into Film Academy », sur The Hollywood Reporter, 19 avril 2019 (consulté le 23 avril 2019).
100. ↑  (en) Matt Donnelly et Brent Lang, « Academy Responds to Roman Polanski: ‘Procedures Were Fair and Reasonable’ », sur Variety, 19 avril 2019 (consulté le 23 avril 2019).
101. ↑  (en) Nick Vivarelli, « Venice’s Alberto Barbera on Gender Parity, Netflix, Polanski and Hollywood Upheaval », sur Variety, 25 juillet 2019 (consulté le 1er septembre 2019).
102. ↑  (en) Ariston Anderson, « Venice Jury Head Lucrecia Martel Says Polanski Has Right to Be in Lineup but She Won't Celebrate Him », sur The Hollywood Reporter, 28 août 2019 (consulté le 1er septembre 2019).
103. ↑  (en) Nick Vivarelli, « Venice Jury President Lucrecia Martel Says Yes to Polanski’s Film, No to Congratulating Him », sur Variety, 28 août 2019 (consulté le 1er septembre 2019).
104. ↑  Voir sur sudouest.fr.
105. ↑  Voir sur lemonde.fr.
106. ↑  Le Parisien, « Affaire Polanski et tribune d’avocates : cinq minutes pour comprendre la polémique ».
107. ↑  Elisabeth Philippe, « Qui veut la peau de Roman Polanski? », sur Paris Match, 20 mai 2010 (consulté le 17 octobre 2017).
108. ↑  « Un des avocats de Polanski menace l'actrice Charlotte Lewis de poursuites », sur Le Point, 15 mai 2010 (consulté le 19 octobre 2017).
109. ↑  Olivier Wicker, « Charlotte Lewis: « Je voulais être la maîtresse de Roman Polanski » », Libération,‎ 17 mai 2010 (lire en ligne)
110. ↑  https://www.imdb.com/title/tt0091757/locations/ consulté le 11 décembre 2024.
111. 1 2 3 4  Hervé Gattegno et Aurélie Raya, « Exclusif - Roman Polanski : "On essaie de faire de moi un monstre" », Paris Match,‎ 12-18 décembre 2019.
112. ↑  Monique Pantel, « Charlotte Lewis (18 ans) seule femme à bord », France-Soir,‎ 9 mai 1986
113. ↑  Vincent Vantighem, « Roman Polanski visé par une plainte en diffamation de Charlotte Lewis, qui l'accuse de viol », sur 20minutes.fr, 29 juillet 2020 (consulté le 29 juillet 2020).
114. ↑  (en) Gene Maddaus, « Roman Polanski’s Attorney Blasts Gloria Allred for Interfering in 40-Year-Old Rape Case », sur Variety, 15 août 2017 (consulté le 5 octobre 2017).
115. ↑  (en) Sophie Haigney, « Roman Polanski Accused of Rape by Former German Actress », sur The New York Times, 3 octobre 2009 (consulté le 19 octobre 2017).
116. ↑  « Roman Polanski accusé pour la quatrième fois d’agression sexuelle sur mineure », sur Le Monde, 3 octobre 2017 (consulté le 19 octobre 2017).
117. ↑  « Les accusations de viol d’une ex-actrice contre Roman Polanski sont prescrites, juge la justice suisse », sur Le Monde, 9 novembre 2017 (consulté le 9 novembre 2017).
118. ↑  (en) Emma Parry, « POLANSKI’S NEW ACCUSER Female artist claims Roman Polanski sexually abused her aged 10, after photographing her naked draped in a fur coat », The Sun,‎ 20 octobre 2017 (lire en ligne)
119. ↑  Marianne Barnard, « Marianne Barnard (M) sur Twitter : "Listened.✊🏻 I want to make sure people are aware of fact that I’m not the girl who forgave Roman Polanski. I’m the one who worked to get that Satan worshipping #pedopredator’s @TheAcademy membership revoked & succeeded. Sam’s only the one of us many survivors who forgives him." », sur Twitter,‎ 8 août 2018 (consulté le 23 avril 2019).
120. 1 2 3  Doan Bui, « Six femmes accusent Roman Polanski via un site internet », sur L'Obs, 11 novembre 2017 (consulté le 23 avril 2019).
121. 1 2  (en) Amy Spiro, « Roman Polanski files NIS 1.5m. libel suit against Israeli man », sur The Jerusalem Post, 6 décembre 2017 (consulté le 7 décembre 2017).
122. ↑  Marianne Barnard, « Marianne Barnard (M) sur Twitter : "Matan Uziel @PROJECT_RWRS is imo an abusive bully. He attacked me via DM because he couldn’t get what he wanted from me. He’s not a champion of women, as he portrays himself. He uses what he thinks are vulnerable women for his personal gain. BEWARE of HIM! #MeToo #TIMESUP" », sur Twitter, 22 mai 2018 (consulté le 23 avril 2019).
123. ↑  Marianne Barnard, « Marianne Barnard (M) sur Twitter : "Matan has also been hassling me to fly to Israel to face Roman Polanski in court! Ridiculous! Polanski didn’t appear for the hearings in Israel as ordered by the judge. Polanski won’t go to Israel, he fears extradition." », sur Twitter, 22 mai 2018 (consulté le 23 avril 2019).
124. ↑  Marianne Barnard, « Marianne Barnard (M) sur Twitter : "Wondering if my mother or Roman Polanski are behind Matan Uziel’s attempts to get me to come to Israel so I can be an involuntary organ donor like my older brother Chuck was in 2014 when he went to Israel with our mother." », sur Twitter, 24 mai 2018 (consulté le 23 avril 2019).
125. ↑  (en) Emma Parry, « Five MORE women come forward to accuse disgraced movie director Roman Polanski of sexual assault », sur The Sun, 7 novembre 2017 (consulté le 9 novembre 2017).
126. ↑  (en) Amy Spiro, « Herzliya court: Roman Polanski must appear in person at trial », sur The Jerusalem Post, 24 janvier 2018 (consulté le 23 avril 2019).
127. ↑  (en) Amy Spiro, « Judge Rejects Roman Polanski's Libel Suit Against Israeli Journalist », sur Haaretz, 25 novembre 2018 (consulté le 23 avril 2019).
128. ↑  « Roman Polanski répond aux accusations de Marianne Barnard », sur Vanity Fair, 23 octobre 2017 (consulté le 23 octobre 2017).
129. ↑  « Une photographe française accuse Roman Polanski de l’avoir violée en 1975 », Le Monde,‎ 8 novembre 2019 (lire en ligne, consulté le 9 novembre 2019).
130. ↑  « Roman Polanski : le “J’accuse” de Valentine Monnier », sur leparisien.fr, Le Parisien, 11 novembre 2019 (consulté le 8 mars 2020)
131. ↑  Isabelle Mourgere, « "J'accuse" de Roman Polanski en lice aux César, 3 mois après le "J'accuse" de Valentine Monnier », sur TV5 Monde, 13 novembre 2019 (consulté le 8 mars 2020).
132. ↑  Voir sur lefigaro.fr du 11 décembre 2019.
133. ↑  Catherine Balle, « Roman Polanski sort de son silence », Le Parisien,‎ 12 décembre 2019 (lire en ligne).
134. ↑  « Affaire Polanski : qui est Valentine Monnier? », sur parismatch.com, 16 décembre 2019 (consulté le 16 juin 2023)